# Oenoe hemiphara
Oenoe hemiphara är en fjärilsart som beskrevs av Edward Meyrick 1893. Oenoe hemiphara ingår i släktet Oenoe och familjen äkta malar. Inga underarter finns listade i Catalogue of Life.